# Nordlander från Tuna

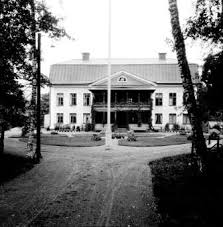
Hagge herrgård omkr. år 1900

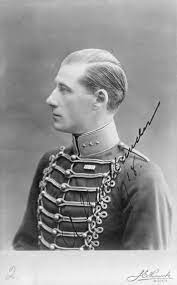
Olympiavinnaren Axel Nordlander d.y.

Släkten Nordlander (Tunasläkten) från Attmar och Tuna i Medelpad är den ena av de båda ursprungliga släkterna Nordlander i Sverige (den andra kommer från Bjärtrå i Ångermanland). Släkten härstammar ytterst från Erik Nilsson Kuse som ägde jord i Sörböle och Västerböle byar i Attmars socken och var född omkring år 1500, men Nordlandernamnet upptogs först 1801, när släktens stamort var Tuna socken.
Senare generationer släppte alltså Kuse-namnet, men Erik Kuses sonson i sjunde led, Petrus Nilsson f. 1705 antog namnet Holmbom och blev lektor vid gymnasiet i Härnösand och kyrkoherde i Själevad. Petrus son Henrik blev instrumentmakare åt Kungliga Vetenskapsakademien där han bland annat konstruerade en sju meter lång stjärnkikare. Henriks dotter Margareta, född 1781 gifte sig med komministern Carl Erik Laestadius i Kvikkjokk och kom att uppfostra dennes brorson Lars Levi Laestadius, prost och känd kyrkoreformator. Släktgrenen utgick 1866 på manssidan med lasarettsläkaren i Jönköping Jonas Peter Holmbom
Petrus Holmboms brorsons sonson Eric Nordlander, född 1773, viktualiehandlare i Stockholm, sedermera bruksägare och stadsmajor, antog 1801 namnet N. Eriks son Axel Nordlander d.ä., brukspatron på Hagge i Norrbärke socken i Dalarna, grundade 1856 Smedjebackens Walsverk, som förblev i släktens ägo till 1955.
Sonen Harald Nordlander, brukspatron på Hagge och ordförande i valsverkets styrelse, fick sonen Axel Nordlander d.y., ryttmästare vid Skånska husarregementet och dubbel guldmedaljör vid ryttarolympiaden i Stockholm 1912.
Godsägaren Eric Nordlander, född 1835, son till Eric d.ä., gifte sig med Mary O’Hara från Bristol. Hans efterkommande kallar sig därför O’Hara-Nordlander. Sonen, stallmästaren och godsägaren Eric O’Hara-Nordlander var den förste som förde släktvapnet.
Den äldsta nu levande släktgrenen stammar emellertid från Nils Nordlander, stadsmajorens äldre bror, som avled ung och efterlämnade bara ett barn. Släktens huvudmän har efter honom varit befallningsman Johan Nordlander i Selånger, folkskoleinspektör Carl Nordlander i Sundsvall, fältläkare Oscar Nordlander i Visby, agronomen rektor Bertil Nordlander i Romakloster och poliskommissarie Axel Nordlander i Härnösand. För närvarande är ambassadör Jan Axel Nordlander, Smedjebacken, född 1944, släktens huvudman.